# 마루야마 가즈야
마루야마 가즈야(일본어: 丸山 和郁, 1999년 7월 18일 ~ )는 일본의 프로 야구 선수이며, 현재 센트럴 리그인 도쿄 야쿠르트 스왈로스의 소속 선수(외야수)이다. 군마현 군마군 구라부치촌(현: 다카사키시) 출신이다.

## 상세 정보

### 출신 학교
- 마에바시 이쿠에이 고등학교
- 메이지 대학

### 선수 경력
- 도쿄 야쿠르트 스왈로스(2022년 ~ )

### 수상·타이틀 경력
- 월간 사요나라상 : 1회(2022년 9·10월)

### 개인 기록
- 첫 출장 : 2022년 3월 25일, 대 한신 타이거스 1차전(교세라 돔 오사카), 9회말에 도밍고 산타나를 대신해서 우익수로 출장
- 첫 타석 : 2022년 3월 26일, 대 한신 타이거스 2차전(교세라 돔 오사카), 9회초에 이시이 다이치로부터 헛스윙 삼진
- 첫 선발 출장 : 2022년 6월 3일, 대 사이타마 세이부 라이온스 1차전(메이지 진구 야구장), 2번·좌익수로 선발 출장
- 첫 안타 : 상동, 3회말에 다카하시 고나로부터 중전 안타
- 첫 타점 : 2022년 6월 18일, 대 히로시마 도요 카프 8차전(메이지 진구 야구장), 7회말에 켐나 마코토로부터 좌전 적시타
- 첫 도루 : 2022년 6월 21일, 대 주니치 드래건스 9차전(반테린 돔 나고야), 10회초에 2루 안착(투수: 야리엘 로드리게스, 포수: 기노시타 다쿠야)
- 첫 홈런 : 2022년 7월 3일, 대 요코하마 DeNA 베이스타스 12차전(메이지 진구 야구장), 7회말에 히라타 신고로부터 우월 솔로 홈런
- 첫 끝내기 안타에서의 우승 결정 : 2022년 9월 25일, 대 요코하마 DeNA 베이스타스 24차전(메이지 진구 야구장), 9회말에 에드윈 에스코바로부터 중전 2루타

### 등번호
- 4(2022년 ~ )

### 연도별 타격 성적
| 연 도      | 소 속      | 경 기 | 타 석 | 타 수 | 득 점 | 안 타 | 2 루 타 | 3 루 타 | 홈 런 | 루 타 | 타 점 | 도 루 | 도 루 자 | 희 생 번 | 희 생 플 | 볼 넷 | 고 4 | 사 구 | 삼 진 | 병 살 타 | 타 율 | 출 루 율 | 장 타 율 | O P S |
| ---------- | ---------- | ----- | ----- | ----- | ----- | ----- | ------- | ------- | ----- | ----- | ----- | ----- | -------- | -------- | -------- | ----- | ---- | ----- | ----- | -------- | ----- | -------- | -------- | ----- |
| 2022년     | 야쿠르트   | 71    | 97    | 90    | 14    | 21    | 4       | 0       | 1     | 28    | 9     | 2     | 3        | 4        | 0        | 1     | 0    | 2     | 25    | 2        | .233  | .258     | .311     | .569  |
| 통산 : 1년 | 통산 : 1년 | 71    | 97    | 90    | 14    | 21    | 4       | 0       | 1     | 28    | 9     | 2     | 3        | 4        | 0        | 1     | 0    | 2     | 25    | 2        | .233  | .258     | .311     | .569  |

- 2022년 시즌 종료 기준

### 연도별 수비 성적
| 연도 | 소속     | 외야  | 외야  | 외야  | 외야  | 외야  | 외야     |
| 연도 | 소속     | 경 기 | 척 살 | 보 살 | 실 책 | 병 살 | 수 비 율 |
| ---- | -------- | ----- | ----- | ----- | ----- | ----- | -------- |
| 2022 | 야쿠르트 | 71    | 50    | 0     | 0     | 0     | 1.000    |
| 통산 | 통산     | 71    | 50    | 0     | 0     | 0     | 1.000    |

- 2022년 시즌 종료 기준